# Muscicapa gambagae
Muscicapa gambagae là một loài chim trong họ Muscicapidae.